# Vanhornia yurii
Vanhornia yurii (лат.) — вид проктотрупоидных наездников из семейства Vanhorniidae (Proctotrupoidea). Видовое название дано в честь российского энтомолога Юрия Н. Сундукова, собравшего типовую серию.

## Распространение
Россия (Приморский край).

## Описание
Длина около 4 мм. Основная окраска тела чёрная с коричневыми отметинами, жёлтым яйцекладом. Длина переднего крыла 2,6 мм; длина усиков 1,5 мм; длина яйцеклада 2,7 мм. Глаза субовальные. Скутоскутеллярная (прескутеллярная) борозда с семью ямками, разделенными выступающими бороздками. Брюшко самок узкое, 2-5-й синтергиты в 2,4 раза длиннее их максимальной ширины. Мезоскутум с парапсидальными бороздами. Усики 13-члениковые. Брюшко без стебелька, большая часть сегментов слита в один крупный. Вид был впервые описан в 2020 году российскими гименоптерологами Александром Тимоховым (МГУ, Москва) и Сергеем Белокобыльским (ЗИН РАН, Санкт-Петербург). Предположительно, как и близкие виды паразитируют на личинках жуков из семейства древоеды (Eucnemidae).
Ранее в составе рода было известно только три вида: V. eucnemidarum, V. leileri и V. quizhouensis.